# Danh sách vườn quốc gia tại Colombia
Các vườn quốc gia tại Colombia bao gồm 56 vườn quốc gia, khu bảo tồn tọa thành hệ thống khu bảo tồn quốc gia tại Colombia. Hệ thống này bảo vệ 127.445,129 km 2 (49.206,839 sq mi) và chiếm hơn 10% diện tích của quốc gia Nam Mỹ này.
Hệ thống các khu bảo tồn quốc gia tại Colombia được chia thành các loài sau: 
- Vườn quốc gia (Công viên tự nhiên quốc gia)
- Khu bảo tồn động thực vật hoang dã
- Khu bảo tồn thiên nhiên quốc gia
- Khu vực tự nhiên duy nhất
- Đường vườn quốc gia

Dưới đây là 56 khu vực là các vườn quốc gia và các khu bảo tồn được coi như là vườn quốc gia tại Colombia.

## Danh sách
| Hình ảnh | Năm thành lập | Tên                                                      | vùng                          | tỉnh                                  | Diện tích (ha) |
| -------- | ------------- | -------------------------------------------------------- | ----------------------------- | ------------------------------------- | -------------- |
|          | 1960          | Vườn quốc gia Cueva de los Guácharos                     | Andes (Cordillera Oriental)   | Huila                                 | 9.000          |
|          | 1964          | Vườn quốc gia Sierra Nevada de Santa Marta               | Caribbean                     | Magdalena, La Guajira, Cesar          | 383.000        |
|          | 1964          | Công viên Đảo Salamanca                                  | Caribe                        | Magdalena                             | 56.200         |
|          | 1968          | Vườn quốc gia Farallones de Cali                         | Andes (Cordillera Occidental) | Valle del Cauca                       | 150.000        |
|          | 1968          | Vườn quốc gia Puracé                                     | Andes (Cordillera Central)    | Cauca, Huila                          | 83.000         |
|          | 1969          | Vườn quốc gia Tayrona                                    | Caribe                        | Magdalena                             | 15.000         |
|          | 1970          | Vườn quốc gia El Tuparro                                 | Orinoquía                     | Vichada                               | 548.000        |
|          | 1971          | Vườn quốc gia Serranía de la Macarena                    | Orinoquía                     | Meta                                  | 620.000        |
|          | 1973          | Vườn quốc gia Las Orquídeas                              | Andes (Cordillera Occidental) | Antioquia                             | 32.000         |
|          | 1973          | Vườn quốc gia Los Katíos                                 | Thái Bình Dương               | Chocó, Antioquia                      | 72.000         |
|          | 1973          | Vườn quốc gia Los Nevados                                | Andes (Cordillera Central)    | Risaralda, Tolima, Caldas, Quindio    | 58.300         |
|          | 1975          | Vườn quốc gia Amacayacu                                  | Amazon                        | Amazonas                              | 293.500        |
|          | 1977          | Vườn quốc gia Las Hermosas                               | Andes (Cordillera Central)    | Tolima, Valle del Cauca               | 125.000        |
|          | 1977          | Vườn quốc gia Nevado del Huila                           | Andes (Cordillera Central)    | Huila, Tolima, Cauca, Valle del Cauca | 158.000        |
|          | 1977          | Vườn quốc gia Cordillera de los Picachos                 | Andes (Cordillera Oriental)   | Meta, Caquetá, Huila                  | 444.740        |
|          | 1977          | Vườn quốc gia Chingaza                                   | Andes (Cordillera Oriental)   | Cundinamarca, Meta                    | 76.600         |
|          | 1977          | Vườn quốc gia Sumapaz                                    | Andes (Cordillera Oriental)   | Meta, Cundinamarca, Huila             | 154.000        |
|          | 1977          | Vườn quốc gia Sierra Nevada del Cocuy                    | Andes (Cordillera Oriental)   | Arauca, Boyacá, Casanare              | 306.000        |
|          | 1977          | Vườn quốc gia Pisba                                      | Andes (Cordillera Oriental)   | Boyacá                                | 45.000         |
|          | 1977          | Vườn quốc gia Tamá                                       | Andes (Cordillera Oriental)   | Norte de Santander                    | 15.000         |
|          | 1977          | Khu bảo tồn hoang dã Iguaque                             | Andes (Cordillera Oriental)   | Boyacá                                | 6.750          |
|          | 1977          | Vườn quốc gia Corales del Rosario và San Bernardo        | Caribe                        | Bolívar, Sucre                        | 120.000        |
|          | 1977          | Khu bảo tồn hoang dã Ciénaga Grande tại Santa Marta      | Caribe                        | Magdalena                             | 26.810         |
|          | 1977          | Vườn quốc gia Sanquianga                                 | Thái Bình Dương               | Nariño                                | 80.000         |
|          | 1977          | Vườn quốc gia Macuira                                    | Caribe                        | La Guajira                            | 25.000         |
|          | 1977          | Vườn quốc gia Paramillo                                  | Andes (Cordillera Occidental) | Córdoba, Antioquia                    | 460.000        |
|          | 1977          | Vườn quốc gia Munchique                                  | Andes (Cordillera Occidental) | Cauca                                 | 44.000         |
|          | 1977          | Khu bảo tồn hoang dã Los Colorados                       | Caribe                        | Bolívar                               | 1.000          |
|          | 1977          | Khu bảo tồn hoang dã Đảo La Corota                       | Andes (Cordillera Central)    | Nariño                                | 16             |
|          | 1977          | Khu bảo tồn hoang dã Los Flamencos                       | Caribe                        | La Guajira                            | 7.682          |
|          | 1983          | Vườn quốc gia Đảo Gorgona                                | Insular                       | Cauca                                 | 61.687         |
|          | 1984          | Vườn quốc gia La Paya                                    | Amazon                        | Putumayo                              | 422.000        |
|          | 1985          | Khu bảo tồn hoang dã Galeras                             | Andes (Nudo de los Pastos)    | Nariño                                | 7.615          |
|          | 1986          | Vườn quốc gia Cahuinarí                                  | Amazon                        | Amazonas                              | 575.000        |
|          | 1987          | Vườn quốc gia Ensenada de Utría                          | Thái Bình Dương               | Chocó                                 | 54.300         |
|          | 1987          | Vườn quốc gia Tatamá                                     | Andes (Cordillera Occidental) | Chocó, Risaralda, Valle del Cauca     | 51.900         |
|          | 1988          | Khu tự nhiên độc đáo Los Estoraques                      | Andes (Cordillera Oriental)   | Norte de Santander                    | 640            |
|          | 1989          | Vườn quốc gia Chiribiquete                               | Amazon                        | Caquetá, Guaviare                     | 1.280.000      |
|          | 1989          | Khu bảo tồn thiên nhiên quốc gia Nukak                   | Amazon                        | Guaviare, Vaupés                      | 855.000        |
|          | 1989          | Khu bảo tồn thiên nhiên quốc gia Puinawai                | Amazon                        | Guainía                               | 1.092.500      |
|          | 1989          | Vườn quốc gia Tinigua                                    | Amazon                        | Meta                                  | 201.875        |
|          | 1989          | Vườn quốc gia Catatumbo Barí                             | Andes (Cordillera Oriental)   | Norte de Santander                    | 158.125        |
|          | 1993          | Khu bảo tồn hoang dã Guaneta Alto Río Fonce              | Andes (Cordillera Oriental)   | Santander                             | 10.429         |
|          | 1995          | Vườn quốc gia Đầm phá Old Providence McBean              | Insular                       | San Andrés y Providencia              | 995            |
|          | 1995          | Khu bảo tồn hoang dã Đảo Malpelo                         | Insular                       | Valle del Cauca                       | 120            |
|          | 1996          | Khu bảo tòn hoang dã Otún Quimbaya                       | Andes (Cordillera Central)    | Risaralda                             | 489            |
|          | 2002          | Vườn quốc gia Río Puré                                   | Amazon                        | Amazonas                              | 999.880        |
|          | 2002          | Vườn quốc gia Alto Fragua Indi-Wasi                      | Amazon                        | Caquetá                               | 68.000         |
|          | 2002          | Vườn quốc gia El Corchal                                 | Caribe                        | Sucre, Bolívar                        | 3.850          |
|          | 2005          | Vườn quốc gia Selva de Florencia                         | Andes (Cordillera Central)    | Caldas                                | 10.019         |
|          | 2005          | Vườn quốc gia Serranía de los Yariguíes                  | Andes (Cordillera Oriental)   | Santander                             | 78.837         |
|          | 2007          | Vườn quốc gia Các núi lửa Doña Juana-Cascabel            | Andes (Nudo de los Pastos)    | Cauca, Nariño                         | 65.858         |
|          | 2007          | Vườn quốc gia Serranía de Los Churumbelos Auka-Wasi      | Amazon                        | Cauca, Caquetá, Putumayo, Huila       | 97.189         |
|          | 2008          | Khu bảo tồn hoang dã Plantas Medicinales Orito Ingi-Ande | Amazon                        | Nariño, Putumayo                      | 10.204         |
|          | 2009          | Vườn quốc gia Yaigojé Apaporis                           | Amazon                        | Vaupés                                | 1.060.603      |
|          | 2010          | Vườn quốc gia Uramba Bahía Málaga                        | Thái Bình Dương               | Valle del Cauca                       | 47,094         |

## Khu vực đề xuất
Hiện nay, một số khu vực đang được đề xuất xem xét để hình thành vườn quốc gia cũng như các khu vực bảo tồn tự nhiên.
- Serrania de Minas
- Morichales de Paz de Ariporo
- Khu bảo tồn động thực vật hoang dã Vịnh Portete
- Khu bảo tồn động thực vật hoang dã Rừng khô Patia
- Khu bảo tồn động thực vật hoang dã Rừng khô Cúcuta
- Playona Acandí
- Serranía de Pinche
- Serrania del Perija

## Khu vực bị gỡ bỏ
Một số khu vực trước đây từng là vườn quốc gia nhưng đã bị gỡ bỏ do tác động tiêu cực của con người tới môi trường:
- Khu bảo tồn động vật hoang dã Arauca
- Vườn quốc gia Manaure